# جائزة الأوسكار لأفضل سيناريو مقتبس
جائزة الأوسكار لأفضل كتابة لسيناريو مقتبس (بالإنجليزية: Academy Award for Best Writing (Adapted Screenplay))‏ هي أحد أهم الجوائز في الولايات المتحدة تمنح كل سنة لكاتب سيناريو مقتبس من رواية أو مسرحية أو قصة قصيرة.وهي عكس جائزة الأوسكار لأفضل كتابة (سيناريو أصلي)